# Planá nad Lužnicí
Planá nad Lužnicí (německy Plan an der Lainsitz) je město v okrese Tábor v Jihočeském kraji. Leží na řece Lužnici, na hranici Třeboňské pánve a Vlašimské pahorkatiny. Leží na frekventované silnici I/3 přibližně šest kilometrů jižně od Tábora a jedenáct kilometrů severně od Soběslavi. Žije v něm přibližně 4 600 obyvatel. Na východ od města vede dálnice D3.

## Historie
První písemná zmínka pochází nejspíše z dopisu biskupa Tobiáše z Bechyně z let 1288–1289, kdy bylo město součástí pražského biskupství. Od nástupu Oldřicha z Ústí až do roku 1547 se pak Planá stala državou nově založeného husitského města Tábora. Město koupil Vilém z Rožmberka a nechal zde vystavět dřevěný most přes řeku Lužnici. Panství po něm zdědil Petr Vok, na konci 17. století jej převzali Šternberkové a později Lobkovicové, kteří nechali roku 1666 přestavět původně gotický kostel sv. Václava, jehož další rekonstrukce pak proběhla roku 1796.
Po roce 1848 se Planá stala samosprávnou obcí, jejímu rozvoji velice pomohla výstavba železnice (1869) a voroplavba, jež byla provozována až do roku 1946. Po vyhlášení nezávislosti Československa nastal bohatý kulturní i průmyslový rozvoj města – založen byl Sokol, postavilo se kino, knihovna, nová škola, byly založeny podniky, Madeta, Silon nebo Masokombinát.

## Přírodní poměry
Na jižním okraji města se nachází rybník Hejtman s ostrůvkem chráněným jako přírodní památka Ostrov Markéta.

## Obyvatelstvo
| Rok            | 1869  | 1880 | 1890  | 1900  | 1910  | 1921  | 1930  | 1950  | 1961  | 1970  | 1980  | 1991  | 2001  | 2011  | 2021  |
| -------------- | ----- | ---- | ----- | ----- | ----- | ----- | ----- | ----- | ----- | ----- | ----- | ----- | ----- | ----- | ----- |
| Počet obyvatel | 1 142 | 985  | 1 052 | 1 063 | 1 190 | 1 278 | 1 454 | 1 649 | 2 123 | 2 325 | 3 078 | 2 901 | 3 043 | 3 844 | 4 234 |
| Počet domů     | 100   | 106  | 121   | 121   | 179   | 199   | 288   | 421   | 420   | 477   | 559   | 682   | 732   | 1 005 | 1 141 |

## Městská správa

### Místní části
- Lhota Samoty
- Planá nad Lužnicí
- Strkov

### Městské symboly
Znak a vlajka byly městu uděleny rozhodnutím předsedy Poslanecké sněmovny Parlamentu České republiky dne 14. června 2000.

## Doprava

### Železniční doprava
Městem vede železniční trať Praha – České Budějovice se stanicí Planá nad Lužnicí.

### Silniční doprava
Přes Planou nad Lužnicí vede dálnice D3 a silnice I/3, které zde křižují se silnicí II/409. Jezdí sem též autobusové linky 13 a 50 městské hromadné dopravy Tábor.

## Pamětihodnosti
- Kostel svatého Václava se slunečními hodinami
- Fara v ulici ČSLA č. 1
- Pomník obětem druhé světové války u základní školy
- Vila čp. 4 v Ústrašické ulici, kde pobýval T. G. Masaryk po návratu do vlasti v dubnu 1920.

## Zajímavosti
- Chata rodiny Hrušínských u řeky Lužnice
- Chata Josefa Kemra u řeky Lužnice
- Rodinný statek Luďka Munzara

## Galerie

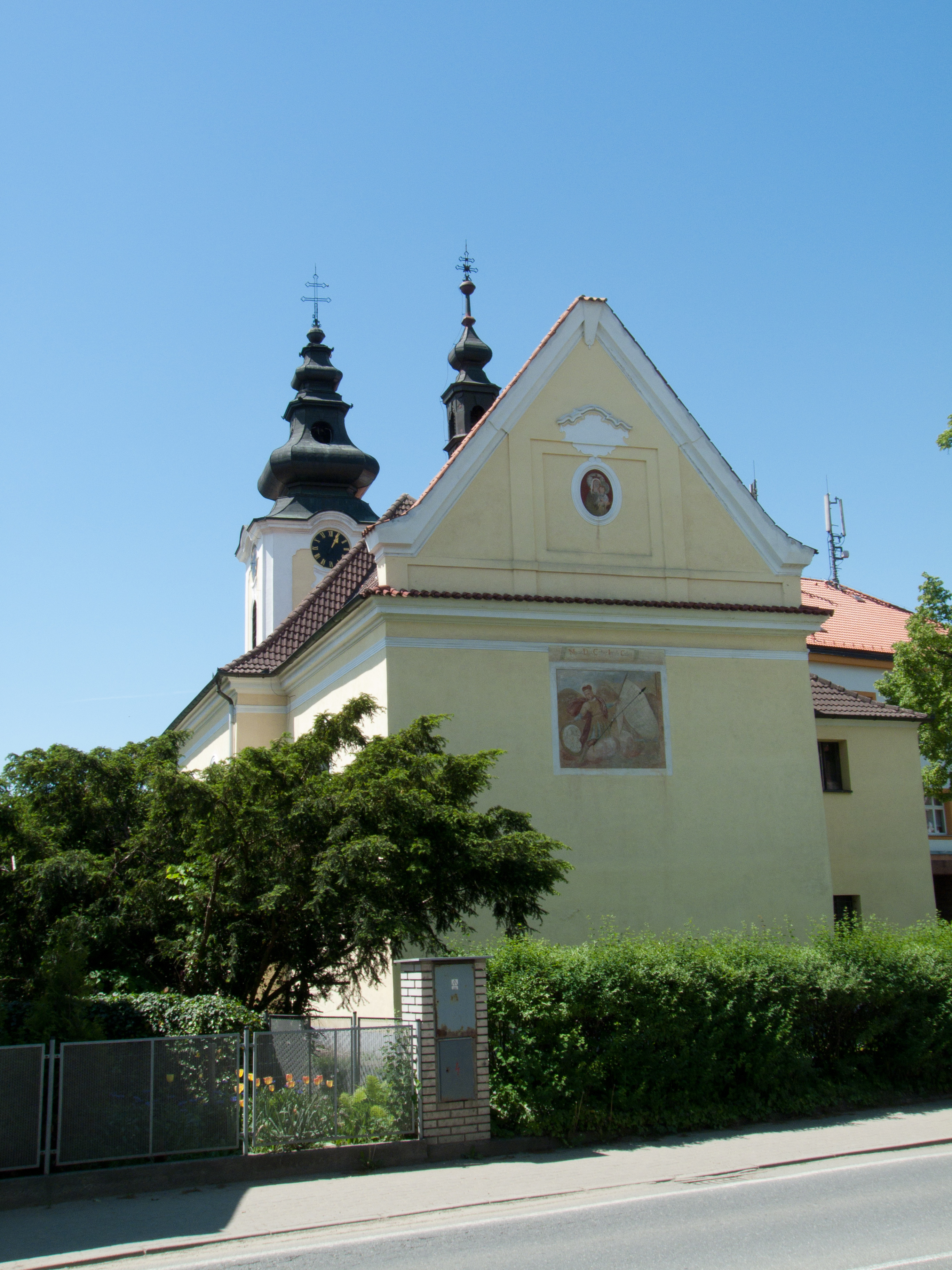
Kostel
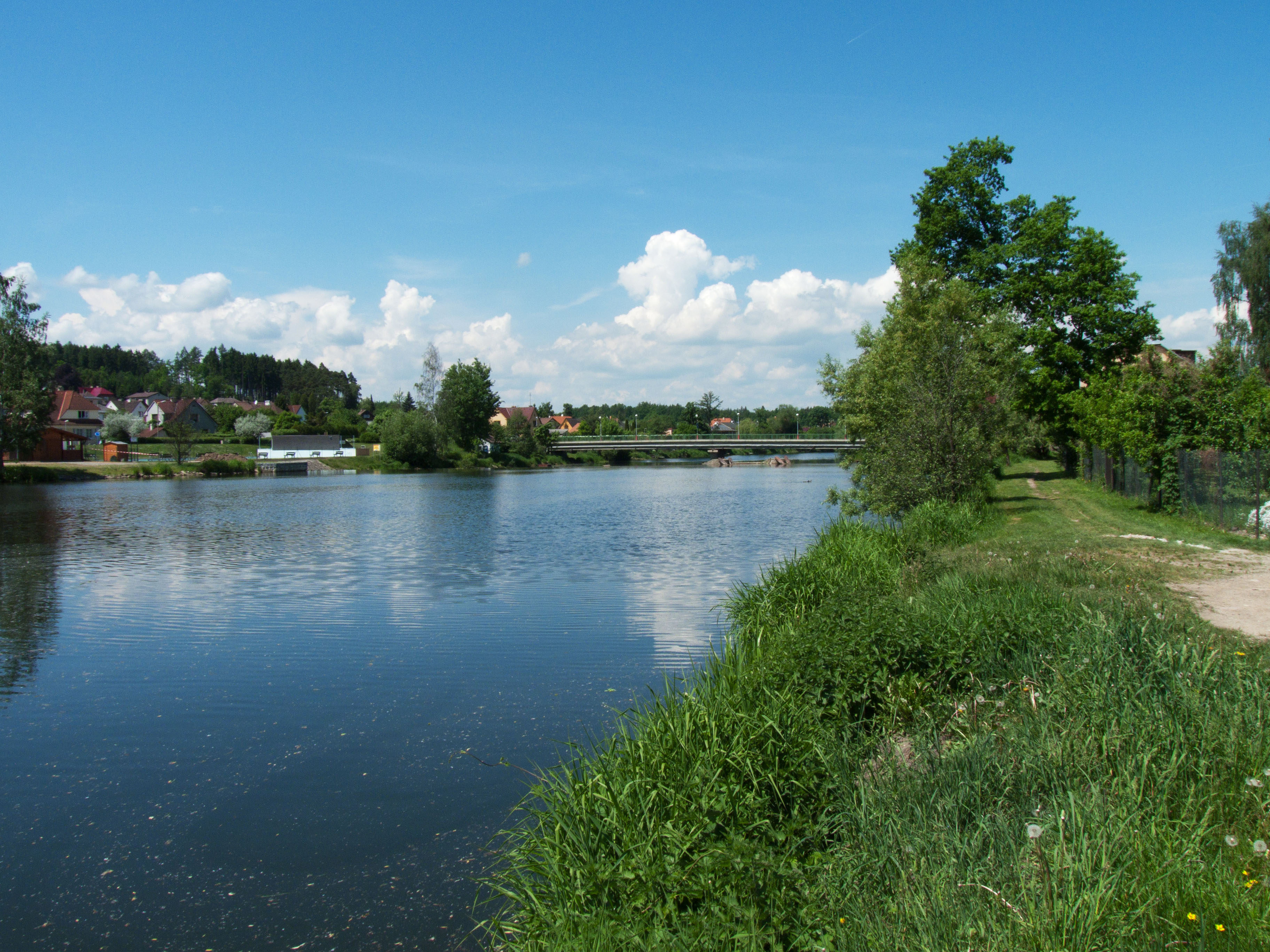
Lužnice
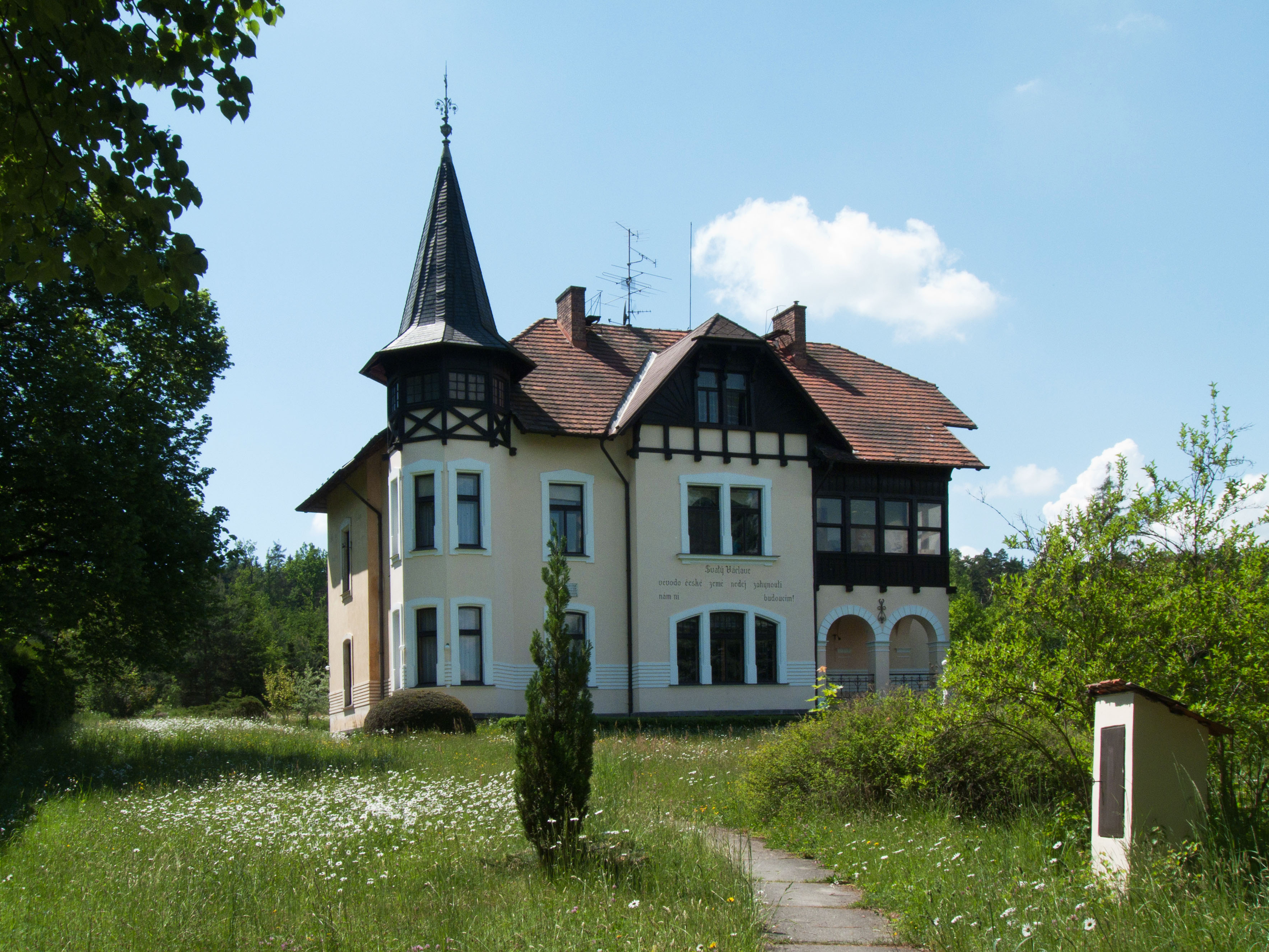
Vila
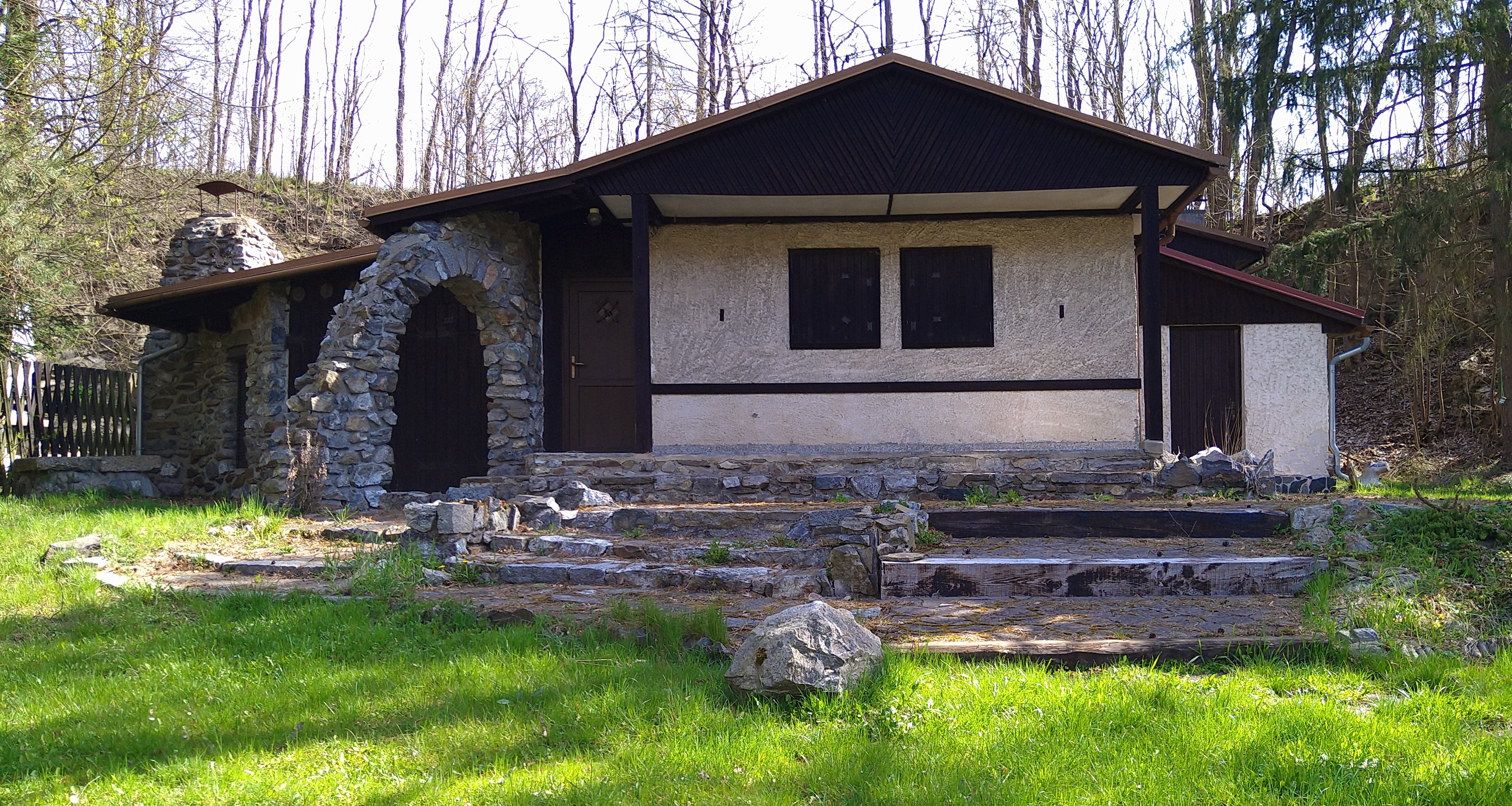
Chata rodiny Hrušínských v Plané nad Lužnicí
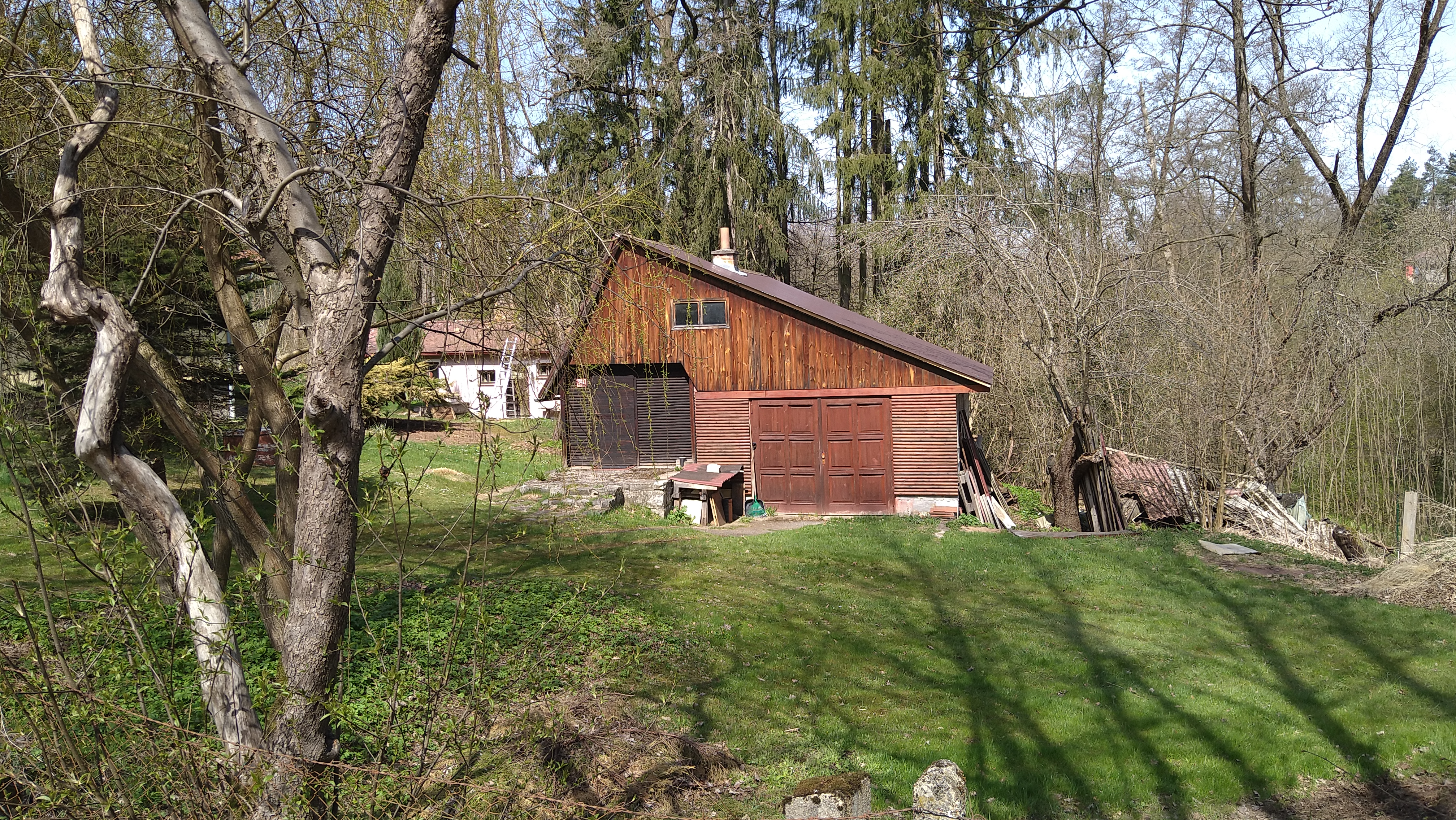
Chata Josefa Kemra poblíž řeky Lužnice
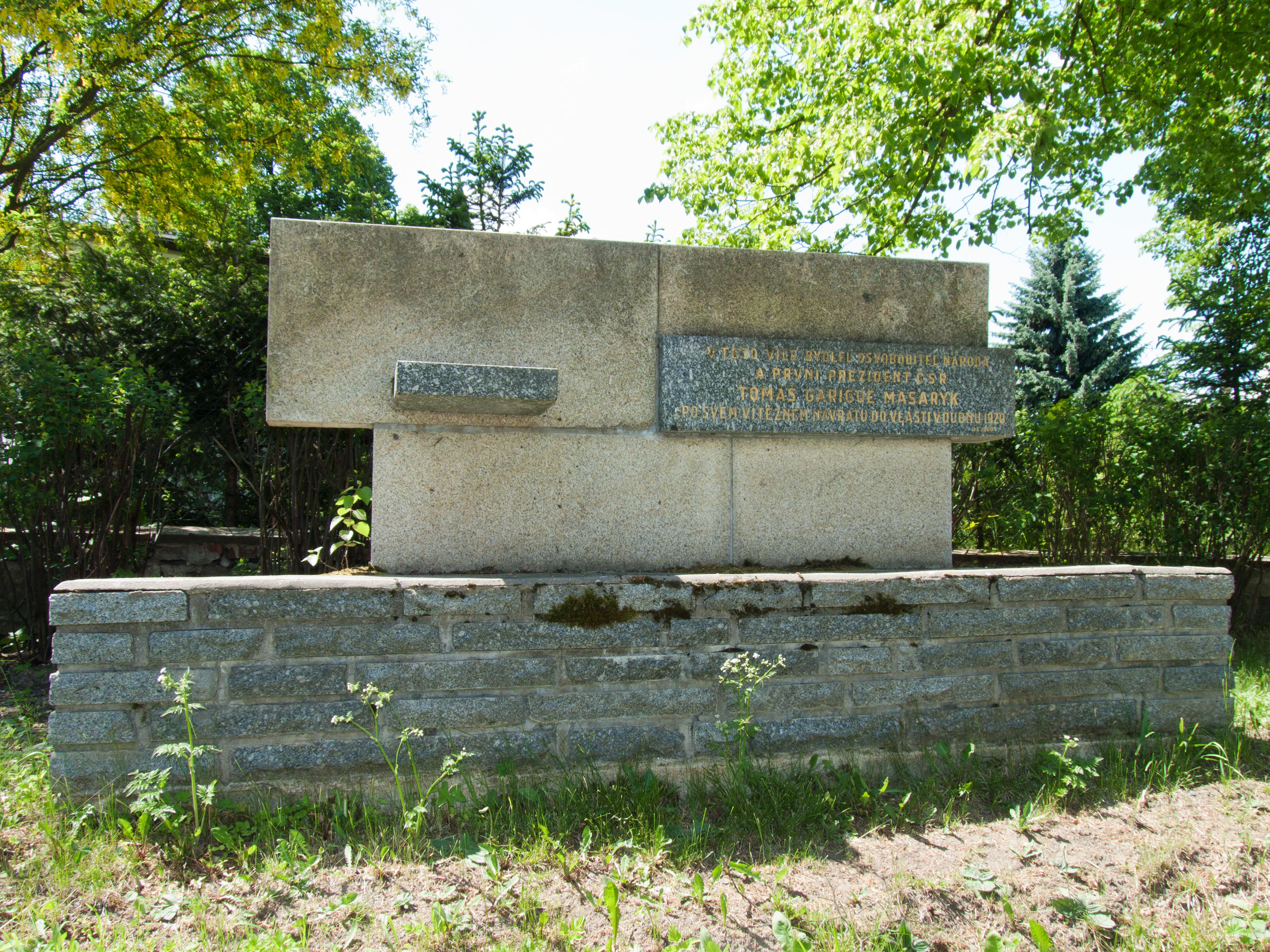
Památník
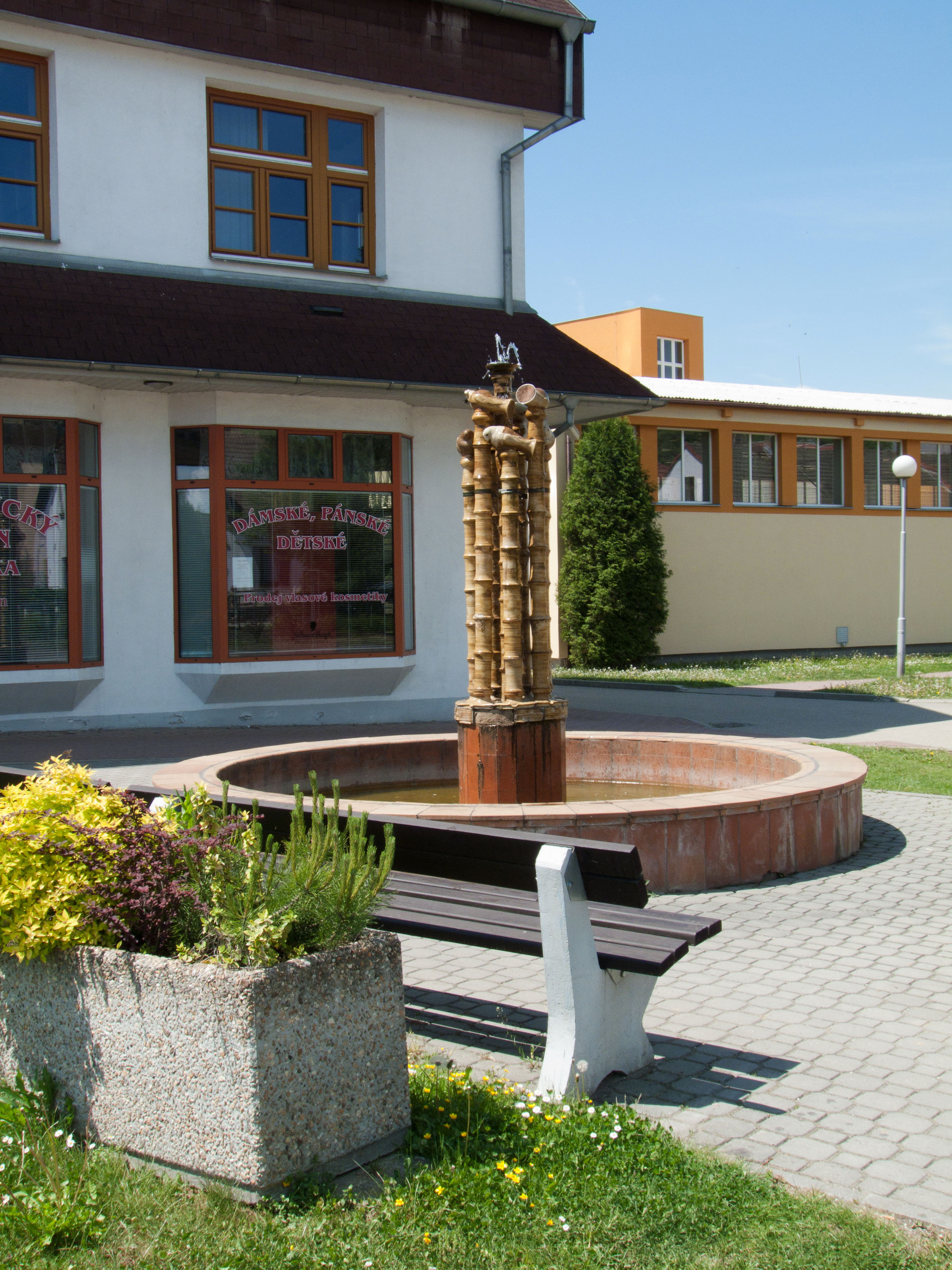
Fontána
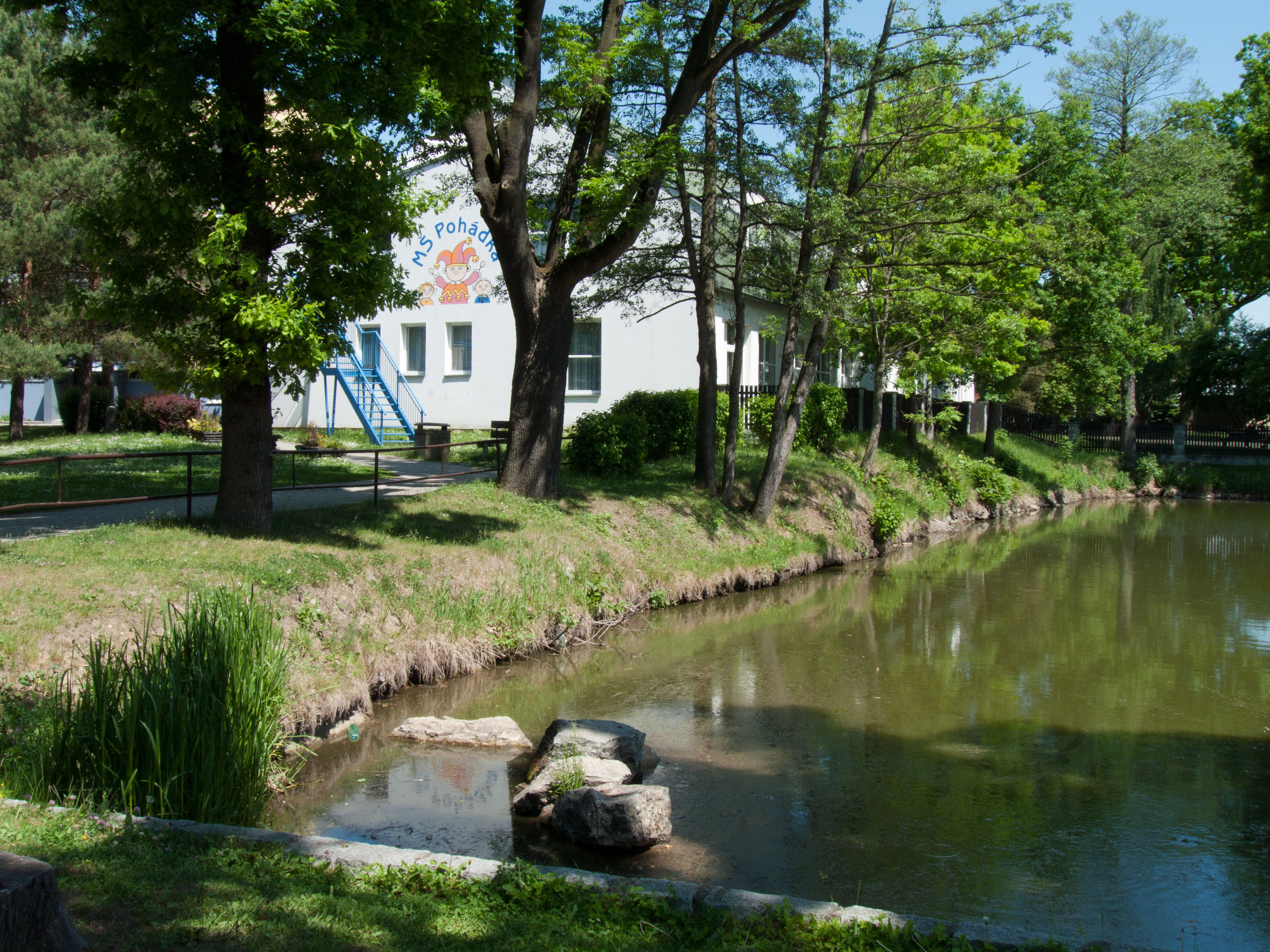
MŠ
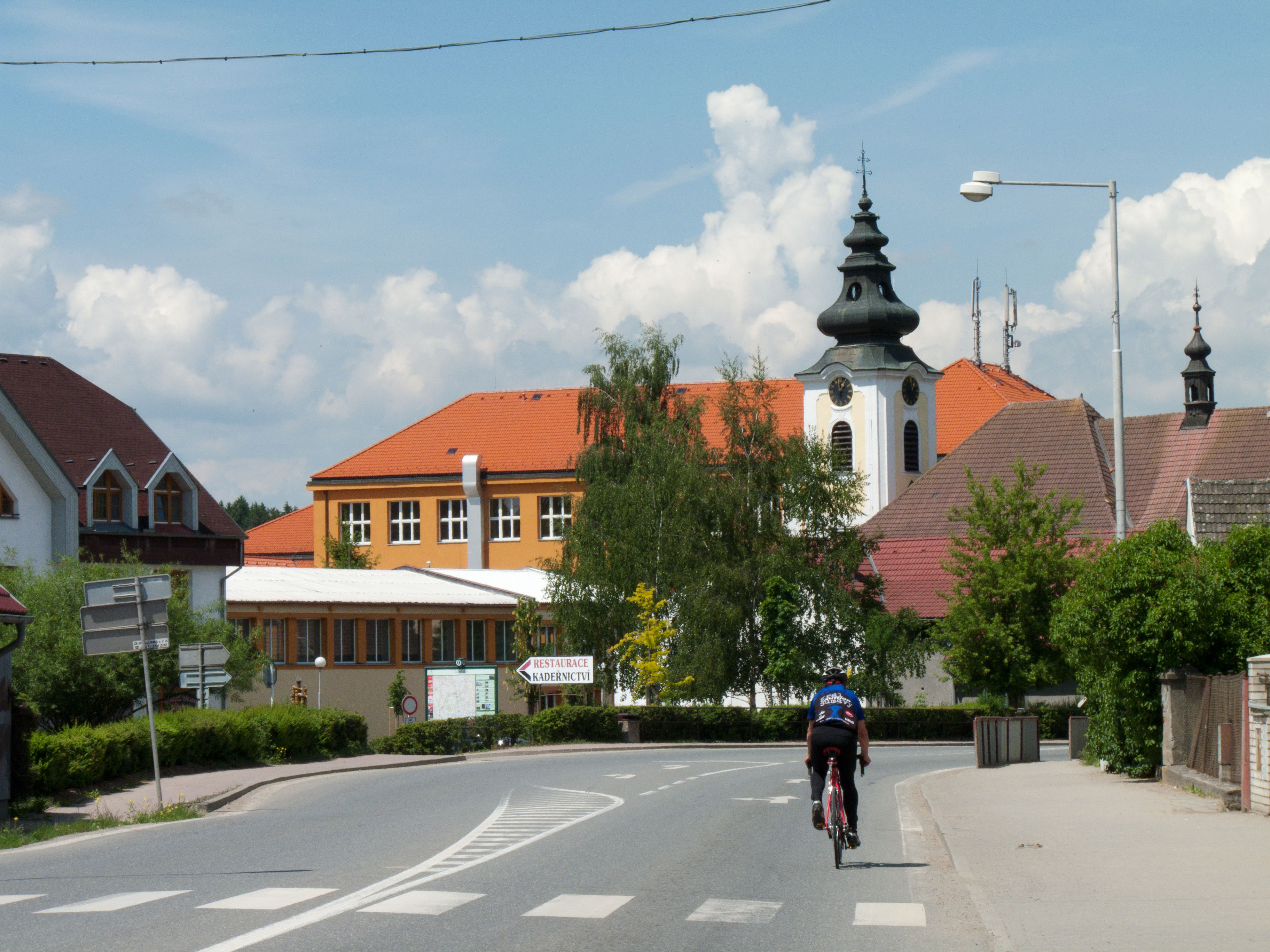
Škola a kostel
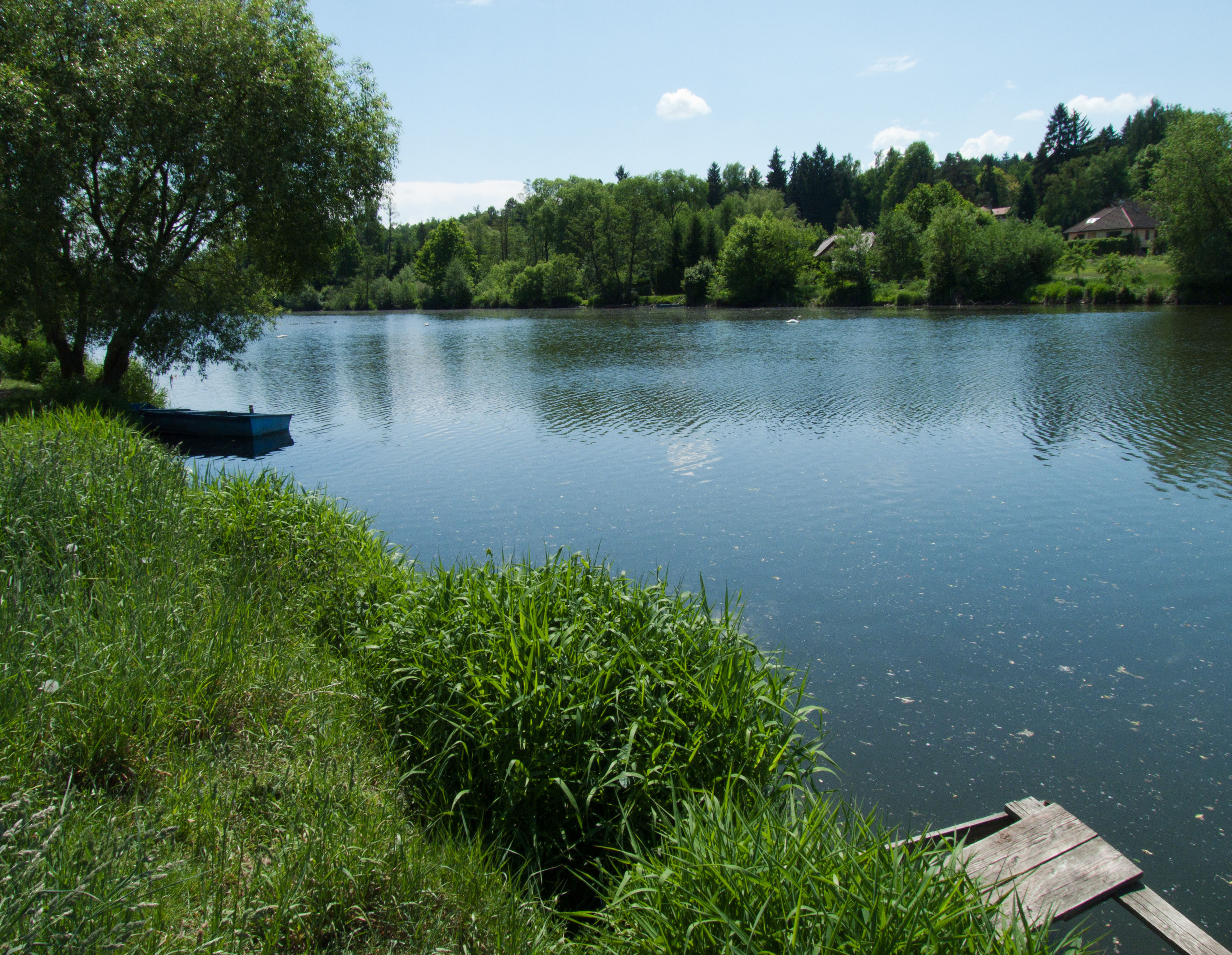
Lužnice 2
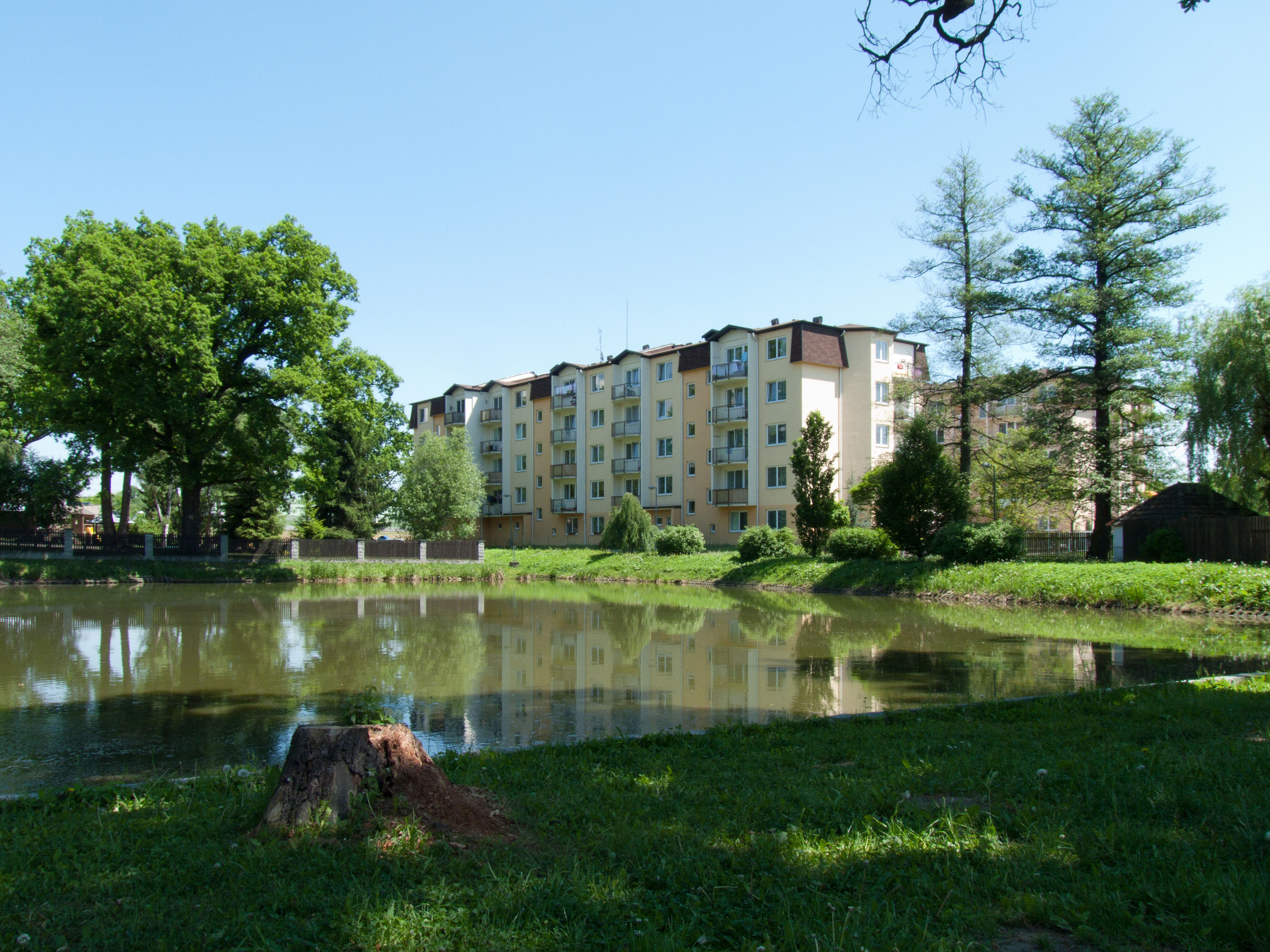
Sídliště za rybníkem
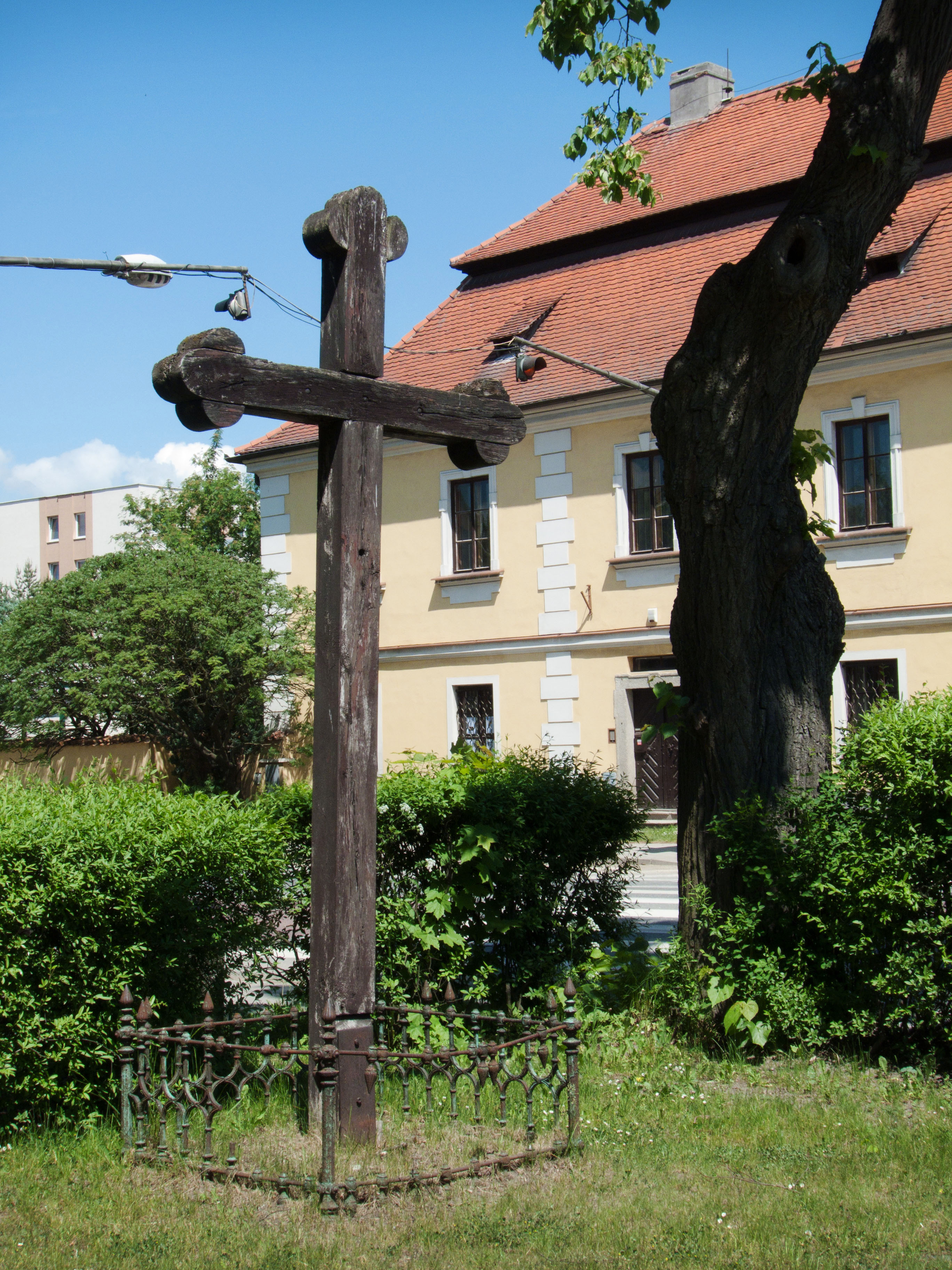
Kříž u kostela